# Roman Laskowski
Roman Laskowski (auch: Roman Dąbrowa-Laskowski) (geboren 17. (oder 16.)  Februar 1936 in Komarno; gestorben 21. Juni 2014 in Krakau) war ein polnischer Sprachwissenschaftler und Spezialist für Polnisch, Tschechisch sowie linguistische Theorie und Methodik. Zeitlebens war er der Polnischen Akademie der Wissenschaften (PAN) verbunden, wirkte aber auch an anderen Einrichtungen, u. a. der Universität Göteborg. In der Zeit der Volksrepublik war Laskowski in der Unabhängigen Gewerkschaft Solidarność aktiv; in der III. Republik engagierte er sich beim Aufbau der Demokratie in Polen.

## Leben und wissenschaftlicher Werdegang
Roman Laskowski wurde am 17. Februar 1936 in Komarno bei Lemberg (poln. Lwów, ukr. Lwiw) im damaligen Ostpolen geboren.  Sein Vater Ryszard Hieronim Kamil Laskowski hatte sich unter der sowjetischen Besatzung dem bewaffneten Widerstand angeschlossen. Er wurde 1939 vom NKWD verhaftet und starb nach monatelanger Folter im Gefängnis von Drohobytsch in einem sowjetischen Arbeitslager.  Roman Laskowski wurde mit seinen beiden Brüdern, seiner Mutter und seiner Großmutter 1940 nach Kasachstan und von dort 1944 in die Ostukraine verschleppt. 1945 gelang es der Mutter mit den Kindern – die Großmutter war im Exil gestorben – über den ehemaligen Wohnort Komarno nach Polen auszureisen. Die Familie ließ sich 1946 in Kietrz in Schlesien nieder, wo Roman Laskowski seine Schulausbildung fortführte und das Abitur machte.
1954 nahm Laskowski ein Studium der slawischen Philologie an der Jagiellonen-Universität in Krakau auf, das er 1959 mit dem Magisterexamen abschloss. Vorlesungen hörte er u. a. bei Tadeusz Lehr-Spławiński, Tadeusz Milewski, Franciszek Sławski, Stanisław Urbańczyk und Alfred Zaręba. 1969 erfolgte die Promotion mit einer dialektologischen Dissertation zur Wortbildung im Lachischen.
Nach dem Studium unterrichtete Laskowski von 1969 bis 1973 an der Pädagogischen Hochschule in Rzeszów  und war dann ab 1973 am Institut für Slawistik der Schlesischen Universität in Katowice tätig, wo eine Arbeitsgruppe unter der Leitung von Alfred Zaręba Material für den schlesischen Sprachatlas sammelte. Außerdem arbeitete er am Institut für Slawistik der Polnischen Akademie der Wissenschaften am Wörterbuch des Urslawischen mit. Während seiner Tätigkeit am Institut für Literaturforschung, ab 1973  Institut für Polnische Sprache der Polnischen Akademie der Wissenschaften, verfasste er eine Schrift zur Morphophonologie des Polnischen, mit der er sich 1974 an der Jagiellonen-Universität habilitierte. 1981 wurde er zum außerordentlichen, 1996 zum ordentlichen Professor ernannt. Von 1985 bis zur Emeritierung im Jahr 2000 hatte Laskowski den Lehrstuhl für Slawistik an der Universitet Göteborg inne. Nach der Rückkehr nach Polen lehrte und forschte er von 2001 bis 2007 an der Jagiellonen-Universität und von 2008 bis 2012 an der privaten Universität für Sozial- und Geisteswissenschaften SWPS in Warschau.

## Forschungsschwerpunkte
Als sein wichtigster Beitrag zur Sprachwissenschaft gilt Laskowskis Konzept einer vollständigen Morphophonologie des Polnischen, das er aufbauend auf den Prinzipien des Prager Linguistenkreises, insbesondere Nikolai Trubetzkoys, entwickelte. Laskowski wird damit auch häufig im Kontext der generativen Phonologie zitiert. Seine Theorie der Morphologie, die den Prager Strukturalismus mit dem amerikanischen Distributionalismus verbindet, bildete auch den Rahmen für die Beschreibung des morphologischen Subsystems des Polnischen im Band II der Gramatyka współczesnego języka polskiego (Grammatik der polnischen Gegenwartssprache), die Laskowski gemeinsam mit Renata Grzegorczykowa und Henryk Wróbel herausgab.
Während seines langjährigen Aufenthalts in Schweden sammelte Laskowski Material zur Zweisprachigkeit, konkret zum Sprachgebrauch der Kinder polnischer Einwanderer. In dem 2009 erschienenen Buch Język w zagrożeniu: Przyswajanie języka polskiego w warunkach polsko-szwedzkiego bilingwizmu (Bedrohte Sprache: Aneignung der polnischen Sprache unter den Bedingungen des polnisch-schwedischen Bilingualismus) präsentierte er seine Forschungsergebnisse, verteidigte den Wert der Zweisprachigkeit und gab für Eltern und Lehrer Hinweise zum Umgang damit.
Auch mit seiner redaktionellen Arbeit leistete Laskowski einen bedeutenden Beitrag zur polnischen Sprachwissenschaft. In den 1970er Jahren gab er die Reihe Studia gramatyczne (Grammatische Studien) heraus, die aktuelle Themen der Grammatik diskutierte. In der Folge des Internationalen Slawistenkongresses in Krakau 1998 griff er die von israelischen Sprachwissenschaftlern eingebrachte Idee einer internationalen Zeitschrift für polnische Linguistik auf und wurde von 2004 (bis 2012) zum Chefredakteur der neuen Zeitschrift Studies in Polish linguistics. Bis in seine letzten Lebenstage war Laskowski außerdem als Chefredakteur des Biuletyn polskiego towarzystwa językoznawczego (Bulletin der Polnischen Sprachwissenschaftlichen Gesellschaft), einer der ältesten in Polen erscheinenden linguistischen Zeitschriften, aktiv.

## Soziales Engagement
Laskowski engagierte sich innerhalb der Polnischen Akademie der Wissenschaften, sowohl in Krakau als auch landesweit stark in der Solidarność-Bewegung. Während des Kriegsrechts beteiligte er sich an den Untergrundaktivitäten der Solidarność. Unter anderem war er Mitbegründer der Samisdat-Zeitschrift Biuletyn Malopolski (Kleinpolnisches Bulletin). Von der Polizei und den Überwachungsbehörden der Volksrepublik Polen schikaniert war Laskowski gezwungen, das Land zu verlassen. Als Lehrstuhlinhaber für Slawistik an der Universität Göteborg organisierte er Symposien, zu denen auch Wissenschaftlerinnen und Wissenschaftler aus dem Ostblock anreisten. Nach seiner Rückkehr nach Polen förderte Laskowski die junge Demokratie des Landes u. a. als Mitbegründer der Vereinigung Ruch na Rzecz Demokracji (Bewegung für Demokratie).

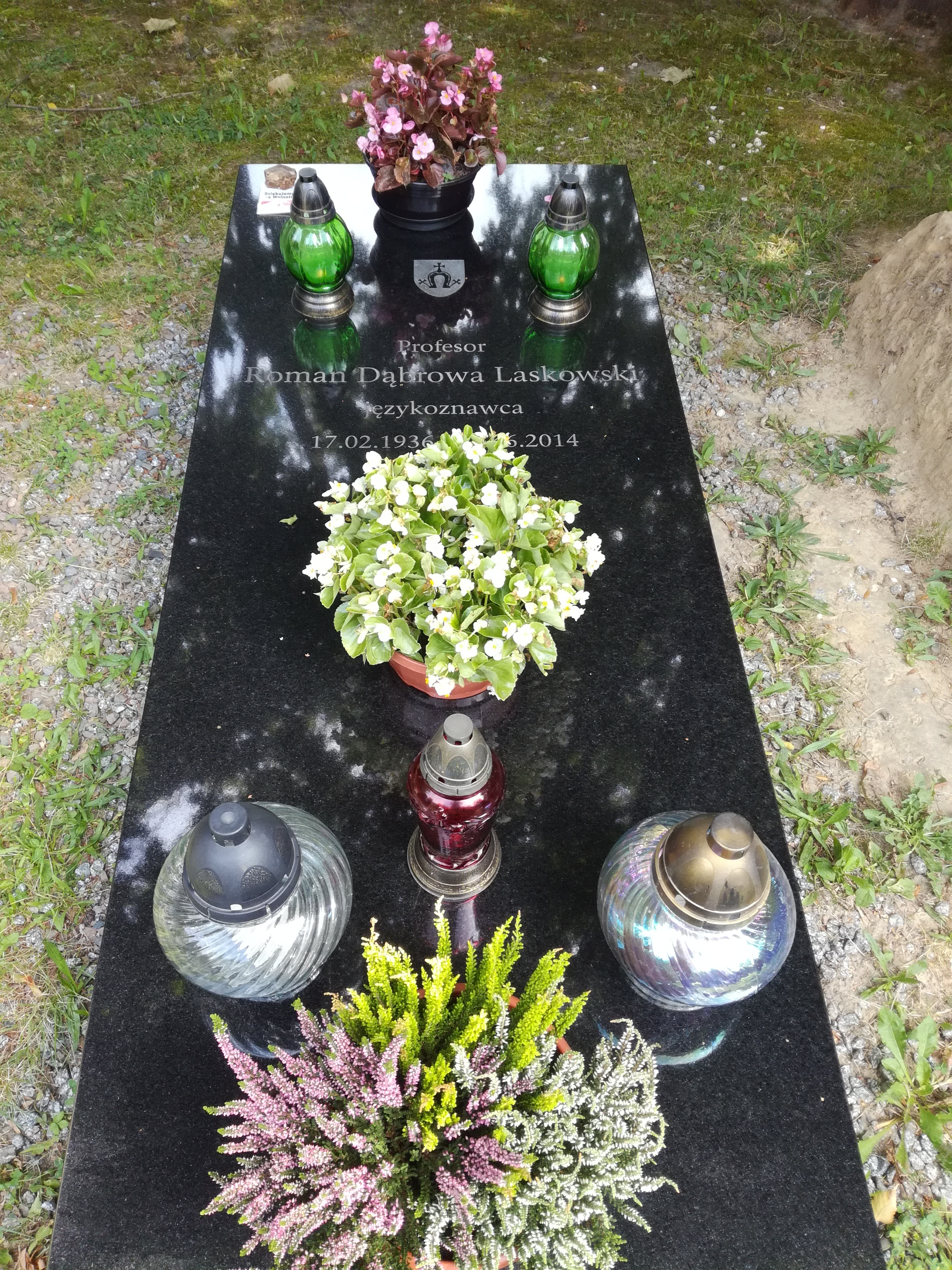
Grab von Roman Laskowski

## Mitgliedschaften, Ämter und Ehrungen
Laskowski war Mitglied des Internationalen Komitees für Wortbildung in den slawischen Sprachen, des Internationalen Komitees für die grammatische Struktur der slawischen Sprachen und des Internationalen Komitees für Phonetik und Phonologie der slawischen Sprachen. Seit 1986 war er Mitglied der Königlichen Gesellschaft der Künste und Wissenschaften in Göteborg, seit 1990 korrespondierendes und seit 2001 ordentliches Mitglied der philologischen Abteilung der Polnischen Akademie der Künste und Wissenschaften. Laskowski war ebenfalls Mitglied der Tschechischen Linguistischen Vereinigung (Jazykovědne sdružení). Für mehrere Amtszeiten wurde er zum Mitglied des Ausschusses für Slawistik und des Ausschusses für Linguistik der Polnischen Akademie der Wissenschaften gewählt.
Im Jahr 2010 wurde Laskowski nach fünfzigjähriger Mitgliedschaft von der Polnischen Gesellschaft für Sprachwissenschaft zum Ehrenmitglied ernannt.
Für seine Verdienste um die Förderung der nationalen Kultur in der polnischen Gemeinschaft in Schweden wurde Laskowski das Ritterkreuz des Ordens Polonia Restituta verliehen.
Roman Laskowski starb am 21. Juni 2014 in Krakau. Sein Grab befindet sich dort auf dem Friedhof Rakowicki.